# Idioma selk'nam
El idioma selk'nam u ona (variantes de escritura: shelk'nam, selknam, shilk'nam) es una lengua chon meridional que era hablada por los selk'nam u onas en la Isla Grande de Tierra del Fuego.
El idioma selk'nam es una lengua al borde de la extinción, debido, por una parte, al genocidio selknam perpetrado por inmigrantes europeos patrocinados por empresarios ganaderos a fines del siglo XIX y, por otro lado, a muertes por enfermedades y a una radical ruptura de la sociedad tradicional ona. Una fuente indica que los últimos hablantes fluidos de esta lengua fallecieron en la década de 1980. Sin embargo, Rojas Berscia (2014) afirmó que dos personas (Joubert "Keyuk" Yantén, un joven chileno, y Herminia Vera, una mujer selknam de Argentina fallecida el 2014), eran capaces de comunicarse en el idioma, aunque solo como semihablantes o hablantes con un conocimiento pasivo limitado de la lengua. El nombre "ona" proviene del idioma yagán y ha prevalecido sobre selk'nam, palabra que refleja el nombre que ellos utilizaban para autodenominarse.

## Clasificación
Dentro del grupo chon meridional la máxima similitud se da con el haush, otra lengua chon hablada en la isla Grande de Tierra del Fuego.
Dentro de las lenguas de América se ha especulado que la familia chon podría estar relacionada con las lenguas mosetén formando una hipotética familia mosetén-chon o incluso podría estar relacionada con las lenguas pano-tacanas. Aunque la evidencia en favor de esto es inconclusa. Más especulativa aún es la clasificación de Joseph Greenberg, bastante discutida en la actualidad, el selk'nam habría sido una lengua amerindia del grupo andino meridional.

## Fonología
El selk'nam posee seis vocales, todas ellas se pueden agrupar en parejas de corta/ larga :
|             | Anterior | Central | Posterior |
| ----------- | -------- | ------- | --------- |
| Media-corta | e        |         | o         |
| Media-larga | (eː)     |         | (oː)      |
| Baja-corta  |          | a       |           |
| Baja-larga  |          | (aː)    |           |

Najlis (1973) analiza las vocales [eː,aː,oː] como /Vh/ por lo que en su análisis el selk'nam posee sólo tres fonemas vocálicos, siendo el alargamiento consecuencia del contacto fonético con /h/. Por su parte Viegas Barros (1993) analiza esas vocales como fonemas vocálicos largos independientes.
El inventario de consonantes es el siguiente:
|                   | Labial | Dental | Apical | Palatal | Velar | Uvular | Glotal |
| ----------------- | ------ | ------ | ------ | ------- | ----- | ------ | ------ |
| Nasal             | m      | n      |        |         |       |        |        |
| Ocl. sorda simple | p      | t      |        | č       | k     | q      | ʔ      |
| Ocl. glotalizada  | pʼ     | tʼ     |        |         | kʼ    | qʼ     |        |
| Fricativa         |        | s      | ʂ      | š       | x     |        | h      |
| Aproximante       |        | l      | r      | j       | w     |        |        |

El fonema /č/ (= AFI ʧ) obviamente es fonéticamente africada, pero fonológicamente tiene un comportamiento y distribución equiparable a las oclusivas. Presenta dos alófonos:/čʼ/ ante sílaba acentuada, y /č/ ante sílaba no acentuada. Además Viegas Barros (1993) señala que en muchos casos /r/ y /l/ parecen estar en variación libre (1a) o variación dentro de la familia chon (1b) o variar de acuerdo con algún tipo de simbolismo fonético (1c):
(1a) 'ojo': òːtr ~ òːtl
(1b) 'frente': ʔòːsr (Ch. central y meridional) / ʔòːsl (Ch. septentrional)
(1c) '(ser) negro': p'àːr (selk'nam) / p'ole (tehuelche) / p'al (haush)
Los grupos consonánticos pueden ser bastante complicados particularemente en las codas silábicas:
karxèwten 'recoger'
koxeyek 'playa'

## Gramática
El selk'nam parece tener un orden básico OVS más concretamente, objeto-verbo-auxiliar-sujeto, tendiendo el núcleo sintáctico a estar al final del sintagma y a tener postposiciones:
(2) Yéeprr t'en ma'arsèyn
carne comer muchacha
'la muchacha come carne'
(3) Máa weh xesòow olwé
tú poder venir NE-DU 2ª.SG
'Quizás no puedes venir'
(4) Xen mer ch'óon
venir-AF.MS DC hombre
'El hombre vino'
El último ejemplo muestra dos características del selk'nam la existencia de elementos evidenciales (AF) y su variabilidad de acuerdo con el género gramatical.

## Algunas palabras
La siguiente lista reproduce algunas palabras:
- Sol: Kren
- Luna: Kre'
- Noche: Qawq'n
- Día: Kerren
- Ojo: Óotrr
- Cabeza: Ahaleta
- Lengua: Chan
- Mano: Chen
- Carne: Yéeprr
- Sangre: Wáarr
- Hombre: Ch'óon
- Mujer: Na'
- Uno : Sóos
- Dos : Sóoke
- Tres : Sawken
- Cuatro : Konè-sóokèy
- Cinco : Kessmarey
- Tierra del Fuego: Karwkèynká
- Río Grande: Chawrk'n